# Toril Marie Øie
Toril Marie Øie (nascida em 17 de julho de 1960) é Chefe de Justiça do Supremo Tribunal da Noruega.
Ela nasceu em Oslo, e se formou como cand.jur. em 1986. Ela trabalhou no Ministério da Justiça e na Polícia de 1986 a 2006, exceto no período de 1988 a 1990, quando foi magistrada estipendiária distrital em exercício. A partir de 1994, ela também foi professora universitária de meio período na Universidade de Oslo. Ela foi juíza da Suprema Corte de 2004 a 2016.